# (321453) Alexmarieann
(321453) Alexmarieann est un astéroïde de la ceinture principale.

## Description
(321453) Alexmarieann est un astéroïde de la ceinture principale. Il fut découvert le 10 septembre 2009 à l'Observatoire du Teide (ESA OGS) par Matthias Busch et Rainer Kresken. Il présente une orbite caractérisée par un demi-grand axe de 3,18 UA, une excentricité de 0,27 et une inclinaison de 29,1° par rapport à l'écliptique.
Cet astéroïde est nommé en l'honneur des petits-enfants de l'astronome ukrianien Klim Tchourioumov, Aleksandr (né en 1987), Mariia (née en 1987) et Anna (née en 1985). Tchourioumov est aussi connu pour être le co-découvreur avec Svetlana Guérassimenko de la comète 67P/Tchourioumov-Guérassimenko en 1969, qui fut la principale destination en 2014 de la mission spatiale Rosetta.

## Compléments